# Kokarcynogen
Kokarcynogen, kokancerogen – czynnik chemiczny, fizyczny lub biologiczny, który wzmaga działanie czynnika rakotwórczego, jednak samodzielnie nie ma właściwości rakotwórczych i nie wywołuje nowotworzenia. Przykładami kokarcynogenów są olej krotonowy, olejki cytrusowe, niektóre surfaktanty (polisorbat, sorbitan), fenol i wiele jego pochodnych, niektóre alkany czy alkanole (np. etanol).